# Philogenia mangosisa
Philogenia mangosisa – gatunek ważki z rodziny Philogeniidae. Występuje na terenie Ameryki Południowej.